# Hanebado!
Hanebado! (はねバド!?) è un manga scritto e disegnato da Kōsuke Hamada, serializzato sulla rivista good! Afternoon di Kōdansha tra il 2013 e il 2019 e successivamente edito in 16 volumi tankōbon. Un adattamento a serie televisiva anime curato dallo studio Liden Films è stato trasmesso dal 2 luglio 2018.

## Trama
Nel mondo del badminton, Uchika Hanesaki è acclamata da tutti come una grande campionessa di questo sport. Anni dopo, sua figlia Ayano viene da lei allenata per diverso tempo. Tuttavia, in seguito ad una sconfitta in occasione di un importante partita alle medie a causa di un raffreddore, Uchika decide di lasciare la figlia ai propri genitori. Ora Ayano è al primo anno delle superiori e viene reclutata dall'allenatore Kentarō Tachibana, invitandola ad entrare a far parte del club di badminton dell'istituto. Cercando di superare le proprie paure, Ayano torna nuovamente a giocare a badminton.

## Media

### Manga
Scritto e disegnato da Kōsuke Hamada, Hanebado! è serializzato sulla rivista per manga seinen good! Afternoon dal 7 giugno 2013 al 7 ottobre 2019. I capitoli sono stati raccolti in volumi tankōbon da Kōdansha. Al 7 novembre 2019, sono stati pubblicati 16 volumi in Giappone.
| Nº | Data di prima pubblicazione | Data di prima pubblicazione                                                 | Data di prima pubblicazione |
| Nº | Giapponese                  | Giapponese                                                                  |                             |
| -- | --------------------------- | --------------------------------------------------------------------------- | --------------------------- |
| 1  | 13 ottobre 2013             | ISBN 978-4-06-387927-8                                                      |                             |
| 2  | 7 febbraio 2014             | ISBN 978-4-06-387955-1                                                      |                             |
| 3  | 7 luglio 2014               | ISBN 978-4-06-387983-4                                                      |                             |
| 4  | 7 novembre 2014             | ISBN 978-4-06-388008-3                                                      |                             |
| 5  | 7 aprile 2015               | ISBN 978-4-06-387983-4                                                      |                             |
| 6  | 7 settembre 2015            | ISBN 978-4-06-388008-3                                                      |                             |
| 7  | 5 febbraio 2016             | ISBN 978-4-06-388116-5                                                      |                             |
| 8  | 5 agosto 2016               | ISBN 978-4-06-388165-3                                                      |                             |
| 9  | 7 dicembre 2016             | ISBN 978-4-06-388221-6                                                      |                             |
| 10 | 1º maggio 2017              | ISBN 978-4-06-388254-4                                                      |                             |
| 11 | 6 ottobre 2017              | ISBN 978-4-06-388291-9                                                      |                             |
| 12 | 7 marzo 2018                | ISBN 978-4-06-511097-3                                                      |                             |
| 13 | 6 luglio 2018               | ISBN 978-4-06-511877-1                                                      |                             |
| 14 | 22 novembre 2018            | ISBN 978-4-06-513446-7                                                      |                             |
| 15 | 7 giugno 2019               | ISBN 978-4-06-515719-0 (ed. regolare) ISBN 978-4-06-515720-6 (ed. limitata) |                             |
| 16 | 7 novembre 2019             | ISBN 978-4-06-517483-8                                                      |                             |

### Anime

Logo della serie

Una serie televisiva anime è stata trasmessa in Giappone a partire dal 2 luglio 2018 sul canale Tokyo MX e in seguito su altre reti. La serie sarà composta da 13 episodi. La serie è diretta da Shinpei Ezaki e sceneggiata da Taku Kishimoto, con le animazioni curate dallo studio Liden Films. Satoshi Kimura si è occupato dal character design, mentre Tatsuya Kato ha composto la colonna sonora. Come sigla di apertura è stato utilizzato il brano "Futari no Hane" (ふたりの羽根?), interpretato da YURiKA, mentre come sigla di chiusura è stato usato Hai suteppā (ハイステッパー?, High Stepper), interpretato da Yuiko Ōhara. Crunchyroll ha trasmesso in simulcast con sottotitoli la serie per tutti i paesi al di fuori dell'Asia; per il pubblico anglofono la serie è stata resa disponibile anche da Funimation.
| Nº | Titolo italiano Giapponese 「Kanji」 - Rōmaji                                                                          | In onda           | In onda |
| Nº | Titolo italiano Giapponese 「Kanji」 - Rōmaji                                                                          | Giapponese        |         |
| 1  | Talento incredibile! 「スッゴい才能！」 - Suggo i sainō!                                                               | 2 luglio 2018     |         |
| 2  | La carne è più buona dopo aver fatto esercizio! 「運動の後の肉は格別ッス！」 - Undō no nochi no niku wa kakubetsu ssu! | 9 luglio 2018     |         |
| 3  | Era perfetta 「アイツは完璧だった」 - Aitsu wa kanpeki datta                                                           | 16 luglio 2018    |         |
| 4  | Anche io mi sono persa. 「私も今、迷子なんだ」 - Watashi mo ima, maigona nda                                           | 23 luglio 2018    |         |
| 5  | Non sei sola 「一人じゃないよ」 - Hitori ja nai yo                                                                     | 30 luglio 2018    |         |
| 6  | È la nostra ultima estate! 「最後の夏なんだもん!」 - Saigo no natsu nan da mon!                                        | 6 agosto 2018     |         |
| 7  | Mocciosa, ti farò fuori all'istante 「あんな子、瞬殺してみせる」 - Anna ko, shunsatsu shite miseru                     | 13 agosto 2018    |         |
| 8  | Il badminton che voglio giocare 「私のやりたいバドミントン」 - Watashi no yaritai badominton                           | 20 agosto 2018    |         |
| 9  | Ciò che desidero non è che diventiamo amiche 「ンなりたいのは”友達” じゃない」 - Naritai no wa "tomodachi" ja nai      | 27 agosto 2018    |         |
| 10 | Il rovescio si fa così 「バックハンドの握りはこう」 - Bakkuhando no nigiri wa kō                                       | 3 settembre 2018  |         |
| 11 | Perché mi piace il badminton 「バドミントンが好きだから」 - Badominton ga sukida kara                                  | 17 settembre 2018 |         |
| 12 | Avanza! 「足を前に出しなさいよ！」 - Ashi o mae ni dashinasai yo!                                                      | 24 settembre 2018 |         |
| 13 | Dall'altro lato della rete 「あの白帯のむこうに」 - Ano shiroobi no mukō ni                                            | 1º ottobre 2018   |         |